# 荷氏科维尔氏菌
荷氏科维尔氏菌（学名：Colwellia hornerae）是科尔韦氏菌属的下属物种。此物种是一种革兰氏阴性、过氧化氢酶阳性、细胞色素c氧化酶阳性且耐冷的杆状细菌。此物种最早从南极洲普里兹湾海岸的竖海冰中分离出来。

## 历史
荷氏科维尔氏菌首次被描述于1998年，连同其他三个物种包括戴明氏科维尔氏菌、罗斯海科维尔氏菌和嗜冷科维尔氏菌一起被描述。这四个物种都是从南极洲的海水中分离出来的。

## 词源
新拉丁属格阴性名词“hornerae”，来源于“Horner”，用以纪念美国生物学家丽塔·霍纳，她是海冰微生物群研究的先驱。

## 系统发育学分类
基于16S rRNA基因序列的系统发育分析表明菌株ACAM 607T属于科尔韦氏菌属。发现菌株ACAM 607T与科尔韦氏菌属其他分离自南极的物种具有95.2%至100%的16S rRNA基因序列相似性。而通过DNA-DNA杂交显示菌株ACAM 607T与科尔韦氏菌属其他物种具有95.1%至97.8%的序列相似性。

## 描述
荷氏科维尔氏菌是一种兼性厌氧且化能异养的革兰氏阴性菌。在液体培养基上，它能够在最佳12°C左右（最高23℃至24℃）的条件下生长，因此它是一种耐冷的生物 。生长需要海盐但不需要生长因子。它的细胞是直至弯曲杆状的（偶见球形细胞），长1.5µm至3µm，宽0.4µm至0.8µm。它的过氧化氢酶和细胞色素c氧化酶测试呈阳性。菌落呈灰白色、具有黏液稠度、凸圆形和具有完整至叶状的边缘。

## 拓展阅读
- Yumoto, Isao, ed. Cold-adapted Microorganisms. Horizon Scientific Press, 2013. （页面存档备份，存于）
- Brenner, Don J., et al. "Bergey's manual of systematic bacteriology, vol. 2."The Proteobacteria. East Lansing, USA 183 (2005). （页面存档备份，存于）
- Dworkin, Martin, and Stanley Falkow, eds. The Prokaryotes: Vol. 6: Proteobacteria: Gamma Subclass. Vol. 6. Springer, 2006. （页面存档备份，存于）
- Stan-Lotter, Helga, and Sergiu Fendrihan. Adaption of microbial life to environmental extremes. Springer Wien, New York, 2012. （页面存档备份，存于）